# Зберігач часу (фільм)
«Зберігач часу» (англ. The Keeper of Time) — пригодницький фільм британського кінорежисера Роберта Кромбі. Слоган фільму: «Хай почнеться пригода».

## Сюжет
У часи середньовіччя, у містичній країні, хлопчик вирішив стати найпотужнішим добрим майстром. Для законного сходження на трон йому треба вирушити до Південного замку, власником якого є злий майстер Тор, якого він повинен перемогти. Хлопець вирушає у пригоди не знаючи всіх небезпечних пасток, які своїми заклинаннями насилає на нього Тор.

## Актори
- Майкл О'Херн — Bullrock
- Адам Т. Даусон — Удо
- Паркер Александер — Деніел / Тім
- Анна Мілхейн — Ану / Алосіа
- Сауліус Баландіс — Рой
- Далія Міхелявічюте — Дона
- Петер Фучек — Едмунд
- Андреас Чурленіс — батько Едмунда
- Агнешка Лілуте — дівчина в таверні
- Відас Петкявічус — Чоловік з одним оком
- Гражина Урбонайте — Inn Keeper
- Бенас Білінкас — lazy-Eyed Man
- Арунас Сакалаускас — продавець амулетів
- Витас Сапранаукас — провісник
- Ріманте Валіукайт — жінка з кулінарним горщиком
- Любомірас Лауціявічюс — чоловік з червоною бородою
- Егле Мікуліоняйте — сварлива жінка
- Рімгаудас Карвеліс — Martirus
- Костас Сморігінас — Тор
- Діана Ашер — Anchorwoman
- Сторм Ашер — сільська дівчинка